# Parc national du Teide
 (octobre 2023).
Si vous disposez d'ouvrages ou d'articles de référence ou si vous connaissez des sites web de qualité traitant du thème abordé ici, merci de compléter l'article en donnant les références utiles à sa vérifiabilité et en les liant à la section « Notes et références ».
Le parc national du Teide (en espagnol parque nacional del Teide) est un espace de préservation de la nature, notamment faunistique. Il est situé sur l'île de Tenerife, dans l'archipel des Canaries, en Espagne.
Parc national d'importance historique, il est inscrit au patrimoine mondial de l'UNESCO.
Une infrastructure d'accès lui en facilite la visite, permettant une importante fréquentation touristique.

## Géographie
Sa superficie est de 18 990 hectares. Il se trouve sur l'île de Tenerife, dans les îles Canaries, dont il est le plus ancien et le plus grand parc.
Le parc tire son nom du Teide, le volcan qui est le point culminant de l'Espagne. Il est également l'un des parcs nationaux les plus visités en Europe et dans le monde. À côté du Teide se trouve la deuxième plus haute montagne de l'archipel des Canaries, le Pico Viejo avec 3 129 mètres d'altitude, les deux étant les seules montagnes des Canaries qui dépassent 3000 mètres d'altitude. Les forêts de pins des Canaries se trouvent entre 1 000 et 2 100 m, couvrant les pentes moyennes du volcan. À des altitudes plus élevées, la caldeira de Las Cañadas fournit un abri suffisant pour des espèces plus fragiles telles que le cèdre des Canaries (Juniperus cedrus) et le pin des Canaries pour se développer. La vipérine de Tenerife est une plante emblématique, dont les fleurs rouges forment une pyramide pouvant atteindre 2 mètres de hauteur.
La similitude entre les conditions environnementales et géologiques dans le parc national du Teide et la planète Mars a fait de ce site un point de référence volcanique pour les études liées à la planète rouge. Le parc est l'endroit idéal pour tester des instruments qui se rendront sur Mars et révéleront la vie passée ou présente sur Mars. En 2010, une équipe de recherche a testé à Las Cañadas del Teide l'instrument Raman qui devait être utilisé dans l'expédition ExoMars ESA-NASA vers Mars.

## Faune
Les oiseaux qui peuplent le parc national de façon temporaire ou permanente tout au long de l'année sont la Huppe, la Pie-grièche, la Chevêche d'Athéna, le Canari, le Faucon crécerelle, la Fauvette, l'Épervier, la Mésange bleue, la Bergeronnette, la Colombe des rochers, la Perdrix, le Pipit de Berthelot, le Rouge-gorge, le Pinson bleu. Trois espèces de reptiles endémiques se trouvent dans le parc : le gecko des Canaries, le lézard des Canaries et le scinque des Canaries. Les seuls mammifères indigènes du parc sont les chauves-souris, dont l'espèce la plus commune est la chauve-souris de Leisler (Nyctalus leisleri). D'autres mammifères comme le mouflon, le lapin , la souris domestique, le rat noir, le chat sauvage et le hérisson algérien ont tous été introduits dans le parc. 

## Histoire

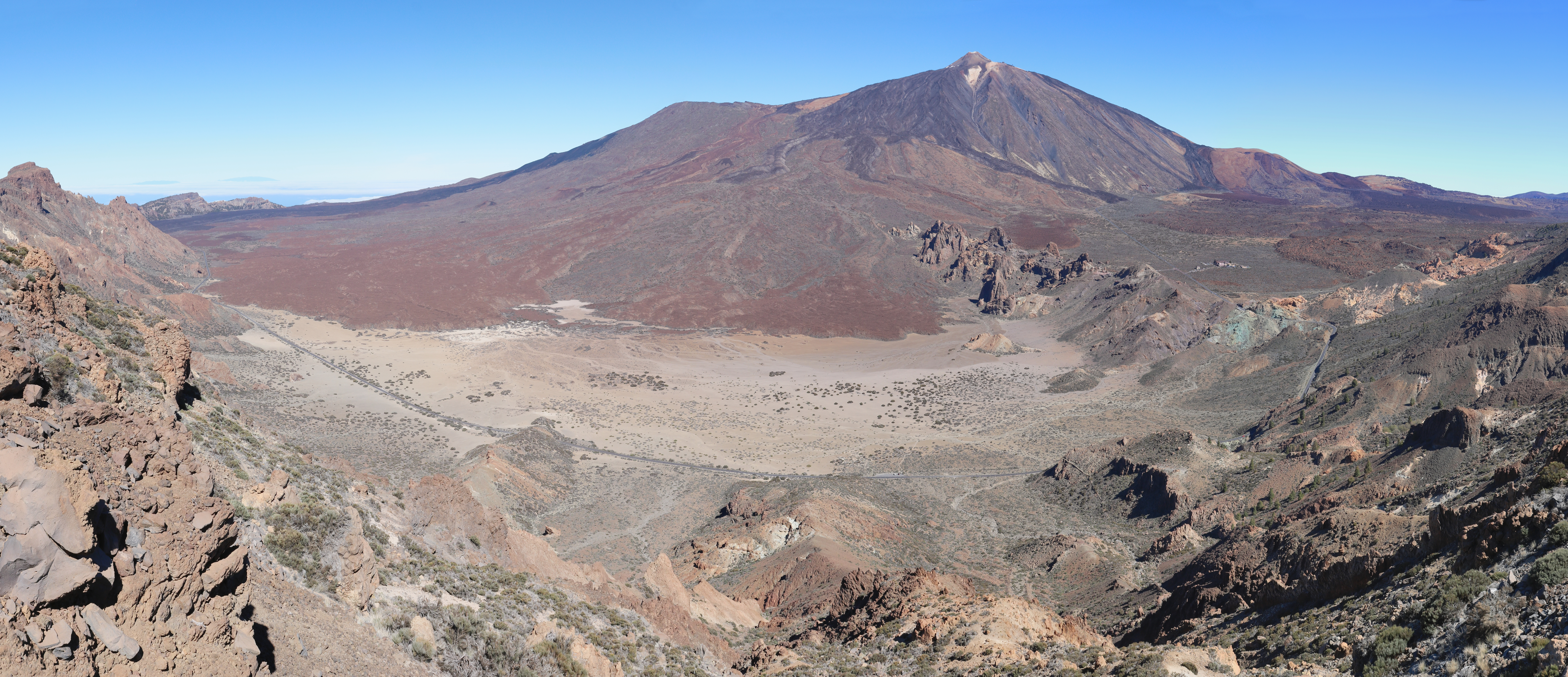
Dans le parc national du Teide, le Teide et la caldeira de las Cañadas vus du rebord de la caldeira de las Cañadas.

Le parc national du Teide a une grande valeur historique. Cet endroit avait une signification spirituelle importante pour les Guanches autochtones et d'importants sites archéologiques ont été découverts dans le parc. Pour les Guanches, le Teide était un lieu de culte, ils pensaient que c'était la porte de l'enfer (Echeyde). Le statut de parc national a été déclaré le 22 janvier 1954, l'un des trois seuls à l'époque en Espagne.
En juillet 2012, un important incendie de forêt atteint les limites du parc national après avoir parcouru environ 1 100 hectares.

Animation représentant le parc national du Teide en trois dimensions.
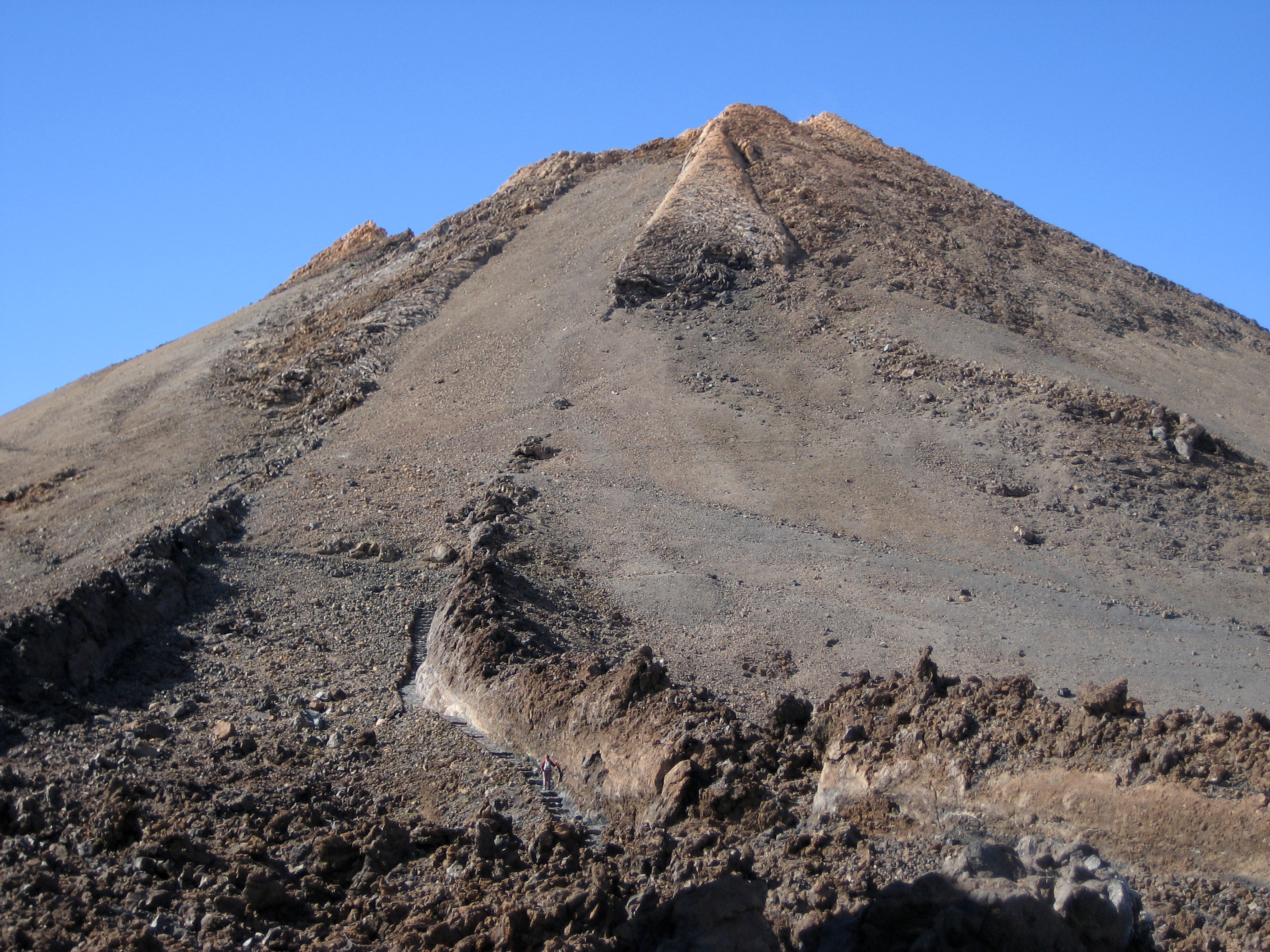
Vue d'une coulée de lave descendue du Teide.
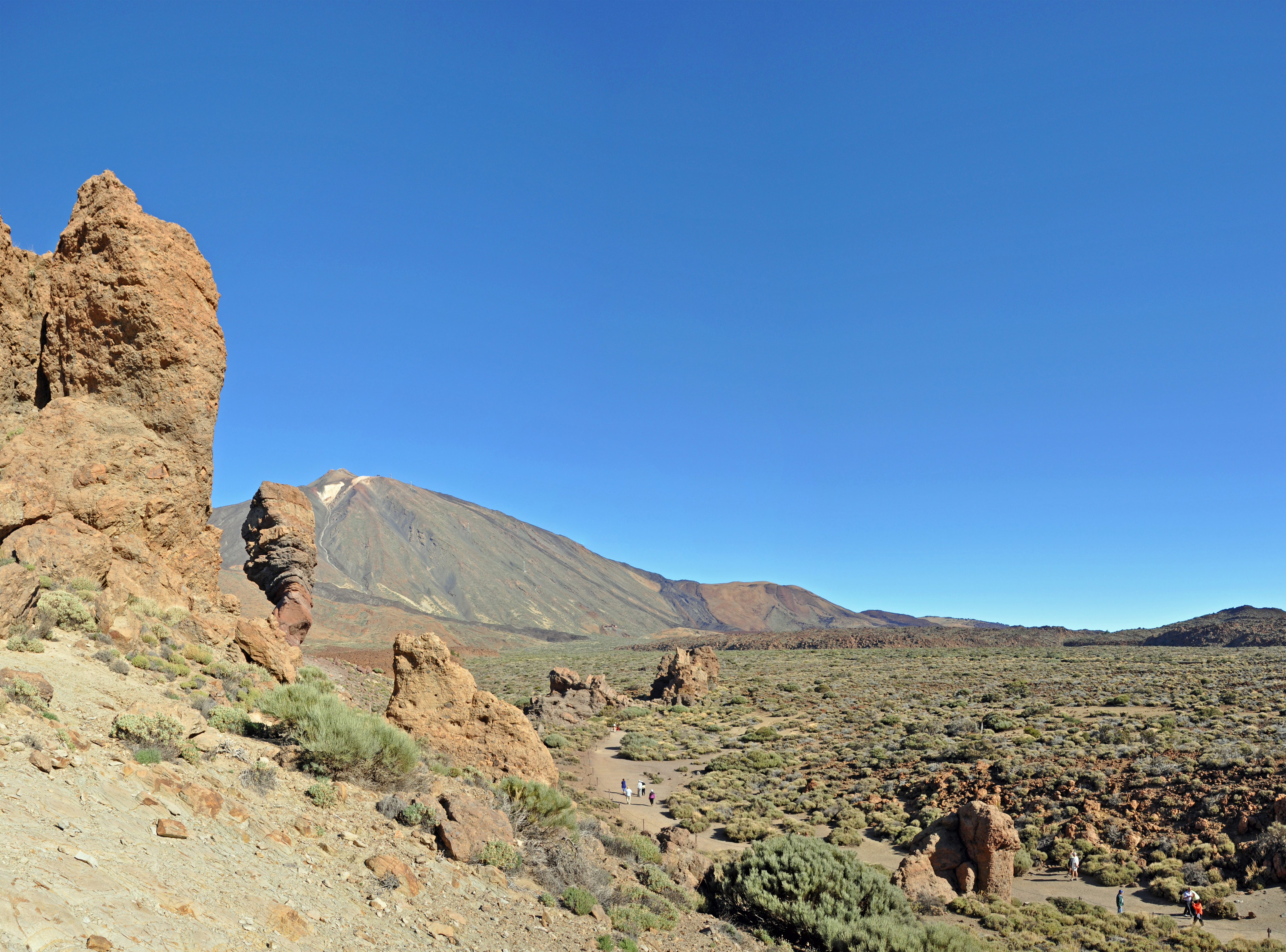
Paysage du parc
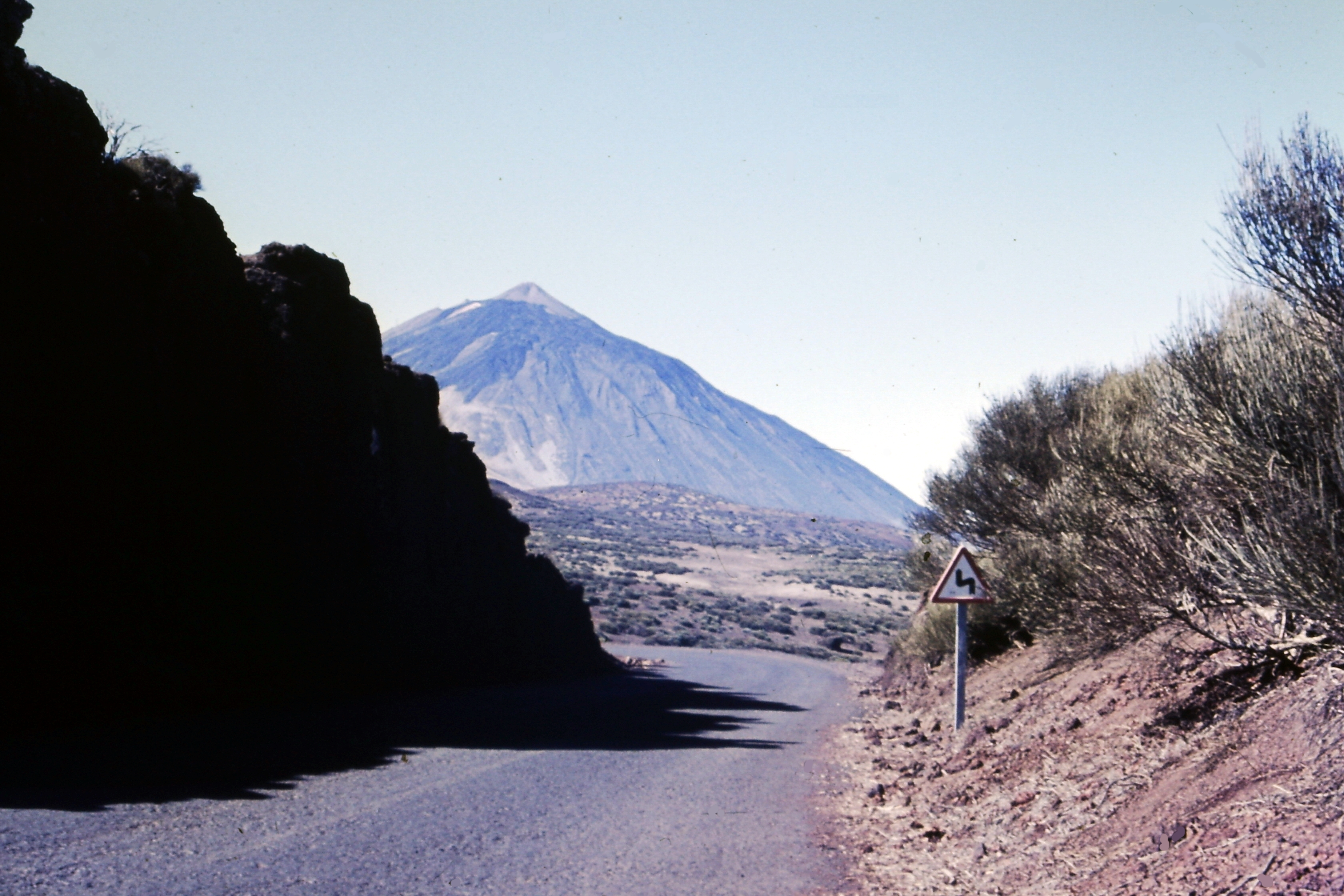
La caldeira de las Cañadas avec le Teide au fond
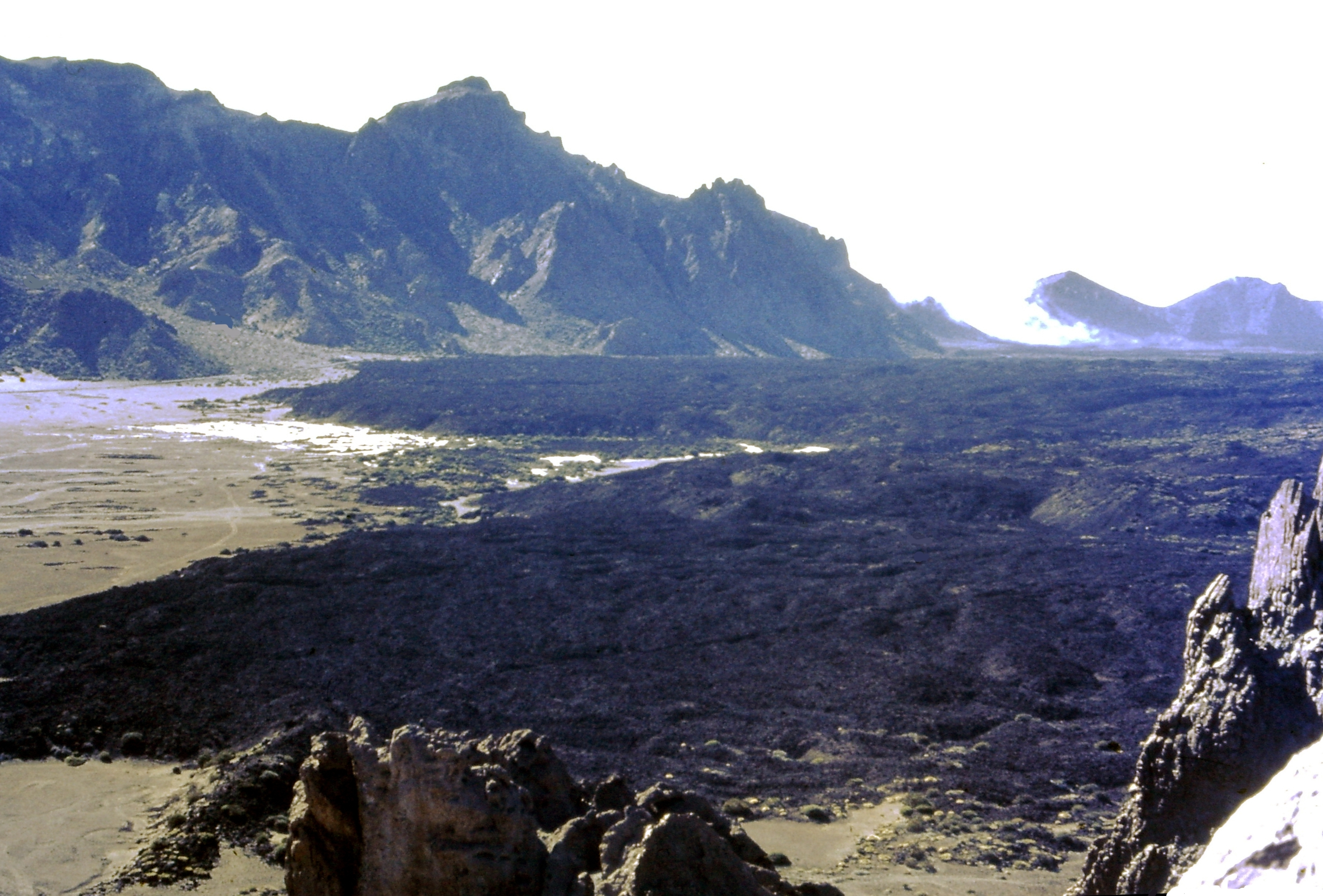
Coulée de lave
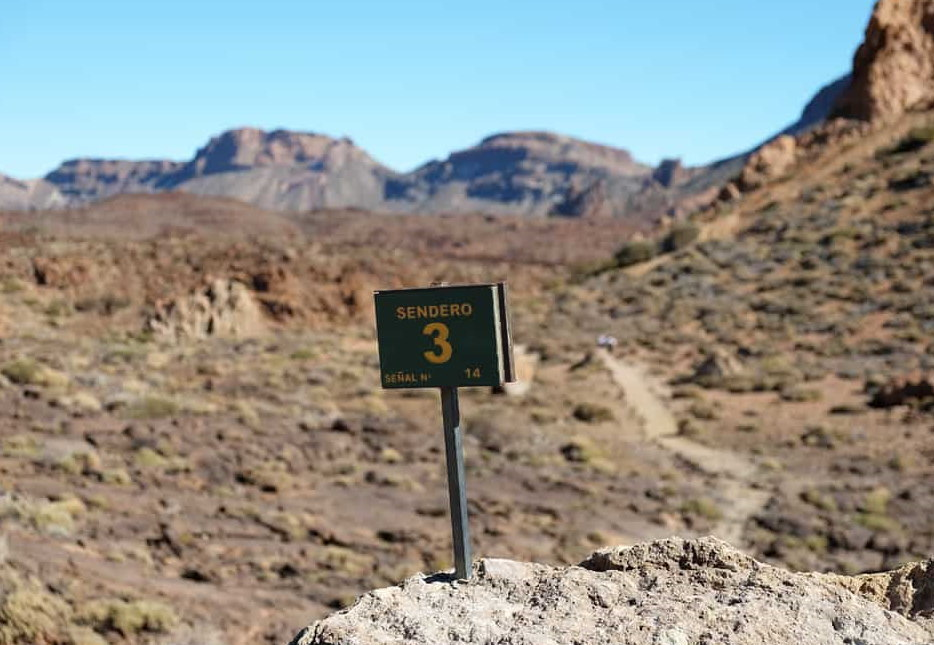
Sentier de randonnée

## Accès transporté
Un téléphérique permet de se rapprocher du sommet du Teide ; sa station supérieure est située à 3 555 mètres d'altitude.

## Reconnaissances touristiques
C'est un parc national d'Espagne depuis 1954, inscrit au patrimoine mondial de l'UNESCO depuis 2007 au titre de site naturel.
Il est fréquenté en 2016 par 4 079 823 visiteurs,, faisant de lui le parc national le plus visité d'Espagne, d'Europe et le neuvième dans le monde en 2016,.
Le parc national du Teide est également désigné fin 2007 comme l'un des douze trésors d'Espagne.

## Dans la culture
En 1966, le film Un million d'années avant J.C. est tourné dans le parc national du Teide.
La plupart des scènes des films Le Choc des Titans (2010) et La Colère des Titans (2012) sont également tournées dans le parc.
Le sixième volet de la saga Fast and Furious a le Teide comme le décor principal de la plupart de ses plans extérieurs.
En 2018, les environs du parc national accueillent une partie du tournage du film américain Rambo: Last Blood.